# Henry Endicott Stebbins
Henry Endicott Stebbins (* 16. Juni 1905 in Milton, Massachusetts; † 1973) war ein Botschafter der Vereinigten Staaten in Nepal und Uganda.
Henry Stebbins wurde als Kind von Roderick Stebbins und Edith Endicott Stebbins, geb. Marean, und als jüngerer Bruder von Roderick Stebbins Jr. geboren. Er heiratete am 22. Juni 1955 Barbara Jennifer Worthington (1913–2008). Am 6. August 1959 eröffnete er die US-Botschaft in Kathmandu.
Er starb auf See, als er am 28. März 1973 vom Deck des Ozeandampfers Leonardo da Vinci fiel und im Nordatlantik ertrank. Er wurde auf dem örtlichen Friedhof in Milton (Norfolk County) beigesetzt.